# Куров, Николай Дмитриевич
Николай Дмитриевич Куров — советский хозяйственный и государственный деятель, лауреат Государственной премии СССР за выдающиеся достижения в труде.

## Биография
Родился в 1933 году в Вельском районе. Член КПСС.
В 1945—1966 — колхозник, рабочий леспромхоза в Архангельской области
В 1966—1990 — бригадир малой комплексной бригады Шоношского леспромхоза комбината «Вельсклес» Архангельской области.
За совершенствование трудовых процессов, расширения зон обслуживания, совмещения профессий, внедрения передовых методов труда был в составе коллектива удостоен Государственной премии СССР за выдающиеся достижения в труде 1976 года.
Депутат Верховного Совета СССР 8-го созыва. Делегат XXV съезда КПСС.
Жил в Вельском районе Архангельской области.

## Награды
- Орден Ленина (дважды)[2]
- Орден Трудового Красного Знамени[2]